# Malgassesia pauliani
Malgassesia pauliani là một loài bướm đêm thuộc họ Sesiidae. Nó được tìm thấy ở miền nam Madagascar.